# Радецки (кораб)
Вижте пояснителната страница за други значения на Радецки.
„Радецки“ е бивш австро-унгарски пътнически параход (1851 – 1914/1924) и негова съвременна реплика (1966), използвана за кораб музей.
Параходът „Радецки“ е паметен за българската история, тъй като е използван от четата на Христо Ботев за преминаване от Румъния в България. Обявен е за паметник на културата, като е в списъка на Стоте национални туристически обекта.

## Оригинален параход
Построен е през 1851 г. в корабостроителницата „Обуда“ (Óbuda), гр. Обуда (част от днешната Будапеща), като е предназначен за редовни рейсове по река Дунав между пристанищата Галац и Оршова. Наименуван е на австрийския фелдмаршал Йозеф Радецки.
На 16 май и 17 май 1876 г. „Радецки“ плава към Виена и спира на редица румънски пристанища. На палубата му, предрешени като обикновени пътници, от няколко пристанища се качват четниците и техният войвода Христо Ботев. Той връчва на капитан Дагоберт Енглендер писмено обръщение–ултиматум да акостира на българския бряг край Козлодуй, като изрично пояснява:
„…за да се притечем в помощ на нашите въстанали братя, които се сражават тъй храбро под българския лъв за свободата и независимостта на нашето скъпо отечество – България.“ Ултиматумът е изпълнен и четата на Христо Ботев слиза на българска земя.
На този параход и знаменития преход на Ботевата чета с него още същата 1876 година Иван Вазов посвещава популярните стихове, превърнали се впоследствие в патриотична песен:
Тих бял Дунав се вълнува,
весело шуми,
и „Радецки“ гордо плува
по златнѝ вълни.
Параходът е използван до 1918 г., а през 1924 г. е бракуван и унищожен (Според инж. Иван Алексиев корабът е бракуван и унищожен през 1914 г.).

## Възстановен кораб
В началото на 1960-те години в Народна република България се заражда инициатива за възстановяването му – събирани са доброволни дарения сред учениците и работещите. В периода 1964 – 1966 г. в Русенската корабостроителница е построена реплика на парахода на базата на парния влекач „Пловдив“ (също построен в корабостроителницата „Обуда“ през 1951 г.) с водни колела, като са ползвани стари чертежи, снимки и спомените на 84-годишния Йожеф Кирали – бояджия на оригиналния параход. В навечерието на 90-годишнината от гибелта на Христо Ботев корабът тържествено акостира на козлодуйски бряг и обявен за музей на 30 май 1966 г. След ремонта през 1988 – 1994 г. оригиналната главна парна машина е заменена с дизелов двигател и „Радецки“ от колесен параход се превръща в моторен колесен кораб.
Днес корабът музей, наричан Национален музей-параход „Радецки“, е в списъка на Стоте национални туристически обекта. Реставрираният параход функционира като музей на революционното движение, чиято експозиция е разположена в салон 1-ва класа на кораба. Извършвал е кратки туристически екскурзии по река Дунав.
През 2005 г. се провежда дарителска акция „Да спасим кораба Радецки“. Тя има за цел да събуди патриотизма на българския народ и да накара хората да дарят пари (по 1 лев), за да спасят тази реликва на българската история.
| Обръщение | Инициативен комитет |
| --- | --- |
| „БРАТЯ БЪЛГАРИ, В ръката Ви е картичката на кораба „Радецки“ - кораб знак и символ на героичната ни история и горд български дух Да е благословена ръката, която ще дари лев за увековечаване на паметта българска, за достойната ни история, за бъдещето и самочувствието на децата ни.“ | - д-р Желязко Христов, председател на КНСБ - Янка Такева, председател на СБК - проф. Божидар Димитров, директор на НИМ - проф. Марко Семов, член на СЕМ - Милко Торбов, кмет на Козлодуй - Станислав Благов, кмет на Свищов - Христо Иванов, кмет на Оряхово |

Понастоящем повече не пътува поради непригодност, закотвен е край специално пригоден за него пристан до гр. Козлодуй от средата на 2010 г.

## Други
На „Радецки“ е наречена улица в кварталите „Бояна“ и „Национален киноцентър“ в София (Карта).